# Col·legi Alemany de València
El Col·legi Alemany de València (Horta), situat en el carrer Jaume Roig, núm. 14, s'estén entre dos carrers en una de les zones d'expansió de la creixent ciutat dels anys seixanta, amb una situació molt pròxima a la zona universitària. De fet, la via en la qual s'emplaça es constitueix en un dels nous eixos d'assentament de la burgesia que abandona el centre de la ciutat. Zona d'expansió, a més, sensible a les innovacions que suposa la utilització de la tipologia d'edificació oberta.
El Col·legi Alemany es realitza amb promoció i direcció alemanyes, que acudeixen a un equip valencià, en col·laboració amb un equip berlinès, per a la realització del projecte i l'obra. Precisament la supervisió de les obres va ser realitzada per tècnics alemanys, incloent el subministrament d'alguns elements, que concedeixen un òptim nivell a determinats acabats. Es redacta el projecte en 1958-59 i es construeix entre 1959 i 1960.
En 1998 van fundar un equip de futbol femení amb el nom de Deutscher Sportverein Valencia, consolidant-se en el panorama del futbol gràcies a la col·laboració de la Universitat de València, i ascendint a la Superlliga en 2007. En 2009 signa un acord amb la Fundació València CF, pel qual l'equip es va convertir en el València CF femení.

## Descripció
El projecte es concep com un conjunt de peces, entre les quals destaca el cos principal d'accés. Després d'aquest, la parcel·la alberga un espai interior lliure ocupat per algunes peces menors. El conjunt el constitueixen un volum principal de cinc altures, on se situa l'accés principal, recaient al carrer Jaume Roig, núm. 14, i quatre edificis menors d'una sola altura a l'interior de la parcel·la. Tots aquests s'enllacen mitjançant una passarel·la, a nivell de la coberta plana d'aquells, cosa que confereix la unitat compositiva del conjunt.
El bloc més alt, inicialment amb planta baixa diàfana, alberga el programa propi d'ensenyaments de primària i secundària. El gimnàs i saló d'actes se situen en un cos de major superfície i més pròxim al primer. Finalment segueixen tres edificacions menors que alberguen les aules de parvulari, plantejades en forma de pinta que genera espais més particulars.
Compositivament i constructivament, tot el projecte respon a una decidida aposta per l'arquitectura moderna, de la qual cosa donen fe no només la disposició dels volums, sinó també la definició de les façanes. La façana recaient al carrer presenta un gran pla de front que combina les línies marcades de forjat amb altres verticals, utilitzant al seu torn diversos materials per a la seua configuració. Únicament queda trencada la unitat del pla de façana per la presència del cos que alberga l'escala principal. La façana posterior es protegeix del sol mitjançant brisoleis superposats als buits. Els testers extrems, encegats quasi en la seua totalitat, completen l'adscripció estilística de l'edifici.
La construcció del col·legi es resol amb estructura de formigó armat, mitjançant la col·laboració d'arquitectes valencians i alemanys. Resulta així una realització cuidada.
És igualment important el tractament que es realitza dels espais intersticials de l'edifici amb la ciutat, que són tractats d'una manera especial i cuidada. L'edifici principal es retira després d'un jardí dissenyat per Rubió i Tudorí, en el qual destaca la presència de palmeres. El pati interior alberga una font amb una escultura d'Alfaro.
Recentment s'ha dut a terme una qüestionable ampliació de la zona infantil que pot desvirtuar, amb les substitucions que s'aprecien, un edifici tan compromès amb l'estil internacional del seu temps i que denota en el seu procés i la seua construcció una vàlua pròpia que el fa imprescindible en l'anàlisi de l'arquitectura valenciana de la seua època.